# Tetratoma wittmeri
Tetratoma wittmeri là một loài bọ cánh cứng trong họ Tetratomidae. Loài này được Nikitsky miêu tả khoa học đầu tiên năm 1998.